# Lubomír Štrougal
Lubomír Štrougal (Veselí nad Lužnicí, 1924. október 19. – 2023. február 6.) cseh kommunista politikus, Csehszlovákia miniszterelnöke (1970–1988).

## Élete
Apja, kommunista volt és a második világháború idején egy koncentrációs táborban halt meg. Štrougal jogot tanult a prágai Károly Egyetemen.
Štrougal csatlakozott Csehszlovákia Kommunista Pártjához és az 1950-es évek végén a Központi Bizottság tagja lett. 1959 és 1961 között mezőgazdasági miniszter, majd 1965-ig belügyminiszter volt. 1968-ban miniszterelnök-helyettes lett Oldřich Černík kormányában. Eleinte elutasította Csehszlovákia 1968-as megszállását a Varsói Szerződés erői által, de később Gustáv Husák rendszerének egyik meghatározó alakja lett.
1970. január 28-án Csehszlovákia miniszterelnöke lett. Az 1980-as években támogatta a Mihail Gorbacsov szovjet pártfőtitkár által kezdeményezett reformfolyamatot, a peresztrojkát. 1988. október 12-én mondott le miniszterelnöki posztjáról a keményvonalas Miloš Jakeš kommunista pártelnökkel való konfliktusa miatt. Az 1989-es bársonyos forradalmat követően úgy döntött, hogy visszavonul a politikától; végül 1990 februárjában kizárták a pártból.
2023. február 6-án 98 éves korában hunyt el.

## Elismerései
- Októberi Forradalom érdemrend (1967, Szovjetunió)
- Győzedelmes Február Érdemrend (1973)
- Köztársasági Érdemrend (1974)
- emlékérem a Fegyveres Testvériség Erősítéséért (1981, Szovjetunió)
- a Szocialista Munkahőse (1984)
- Május rendje (Argentína)

## Művei
- Paměti a úvahy. Praha: Epocha, 2009. 360 s. ISBN 9788074250262.
- Ještě pár odpovědí. [s.l.]: Epocha, 2011. 200 s. ISBN 9788074251160.